# Belagerung von San Sebastián (1813)
Bailén –  Roliça –Vimeiro – Saragossa (1808) – Burgos (Gamonal) – Medina de Rioseco – Espinosa –  Tudela – Somosierra – Saragossa (1809) – La Coruña – Torres Vedras – Valls – Braga – Oporto – María – Talavera – Ocaña – Gerona – Ciudad Rodrigo (1810) – Buçaco – Gévora – Barrosa – Badajoz (1811) – Fuentes de Oñoro – La Albuera – Tarragona (1811) – Sagunt (Murviedro) – Ciudad Rodrigo (1812) – Badajoz (1812) –  Majadahonda – Salamanca – García Hernández –  Venta del Pozo – Vitoria – 
Sorauren – San Sebastián – Bidassoa
Die Belagerung von San Sebastián wurde vom 7. Juli bis zum 8. September 1813 durch Truppen unter dem Kommando von General Arthur Wellesley durchgeführt. Als Ergebnis wurde die nordspanische Stadt mit ihrer französischen Garnison, kommandiert von Général Louis Emmanuel Rey, erobert, anschließend geplündert und durch Feuer zerstört.

## Ausgangslage
Nachdem die Schlacht bei Vitoria am 21. Juni 1813 von den Alliierten gewonnen worden war, stieß die die Armee Wellingtons westlich der Pyrenäen auf die französischen Truppen unter Maréchal Nicolas Soult. Um ein weiteres Vorgehen seiner Truppen zu ermöglichen und für sich selbst einen Versorgungsstützpunkt zu schaffen, entschloss er sich San Sebastián zu belagern und einzunehmen.

## Streitkräfte
Der Général de brigade Rey hatte als Garnison 3.000 Mann zur Verfügung. Diese setzten sich zusammen aus:
- einem Bataillon des  22e régiment d’infanterie de ligne (22. Linieninfanterieregiment)
- zwei Bataillone des 64e régiment d’infanterie de ligne (64. Linieninfanterieregiment)
- Teile des 1er régiment d’infanterie de ligne und des 34e régiment d’infanterie de ligne
- eine Sappeurkompanie
- eine Pionierkompanie
- zwei Artilleriekompanien

Der Geschützpark bestand aus insgesamt 97 Geschützen.
Die Belagerungstruppe stand unter dem Oberkommando von Lieutenant-General Thomas Graham. Er hatte 11.000 Mann zur Verfügung:
- die 1. Division unter Major-General Kenneth Howard
- die 5. Division unter Major-General John Oswald
- die Portugiesische Brigade unter Brigadier-General Denis

Die Belagerungsartillerie bestand aus 40 schweren Geschützen.

## Vorgeschichte
Die Stadt San Sebastián (auf Baskisch: Donostia) hatte im Jahre 1813 insgesamt 9104 Einwohner.
Im Jahre 1808 setzte Kaiser Napoleon seinen älteren Bruder Joseph Bonaparte  als Joseph I. in Spanien auf den Königsthron.
Francisco Amorós, dessen französische Gesinnung oftmals erwähnt wurde, wurde zum ersten Magistrat der Stadt ernannt. Obwohl die Franzosen und die von ihnen abhängige, neue Verwaltung von der Bevölkerung nicht sehr geschätzt wurden, sind der bis 1813 herrschende Friede und die französischen Truppen im Allgemeinen akzeptiert worden. Dieses Verhältnis verschlechterte sich jedoch, als nach der verlorenen Schlacht bei Vitoria die zurückflutenden Franzosen unter dem Kommando von Général Rey und mit ihnen zivile Flüchtlinge im Juni in der Stadt eintrafen.
San Sebastián liegt auf einer Halbinsel im Golf von Biskaya. Die nordöstliche Front war durch die Mündung des Urumea-Flusses geschützt. Die südlichen Befestigungswälle waren zwar besonders stark angelegt, allerdings hatten die britischen Belagerungsingenieure einen Schwachpunkt in Ufernähe an der südöstlichen Ecke der Stadt festgestellt. Ein Angriff erschien gleichzeitig aus dem Süden und dem Osten möglich, bei letzterem würde man das Flussbett bei Ebbe durchqueren müssen. Die schweren Batterien zum Schießen der Breschen wurden südlich der Stadt und in den Dünen auf den Höhen östlich der Flussmündung aufgestellt. Maritime Streitkräfte standen nicht zur Verfügung, da die britische Marine mit der Blockade der Biscaya ausgelastet war. Aus diesem Grunde konnte die französische Marine mit kleineren Schiffen regelmäßig Material und Verstärkungen heranschaffen und dabei verwundete und kranke Soldaten mitnehmen. Deswegen sah sich Wellington nicht in der Lage, die Stadt eventuell auszuhungern. Er entschied sich daher die Festung anzugreifen und im Sturm zu nehmen.

## Erster Angriff
Am 7. Juli wurden begonnen, die ersten Parallelgräben zu ziehen. Graham selbst leitete am 25. Juli einen erfolglosen Angriff. In der folgenden Woche musste er sich jedoch auf Befehl von Wellington um die Abwehr von Maréchal Soult in der Schlacht an den Pyrenäen konzentrieren. Während dieses ersten Angriffs auf die Stadt hatten die Briten Verluste in Höhe von 693 Gefallenen und Verwundeten, sowie 316 Gefangenen zu verzeichnen, Die Franzosen hatten 58 Gefallene und 258 Verwundete.

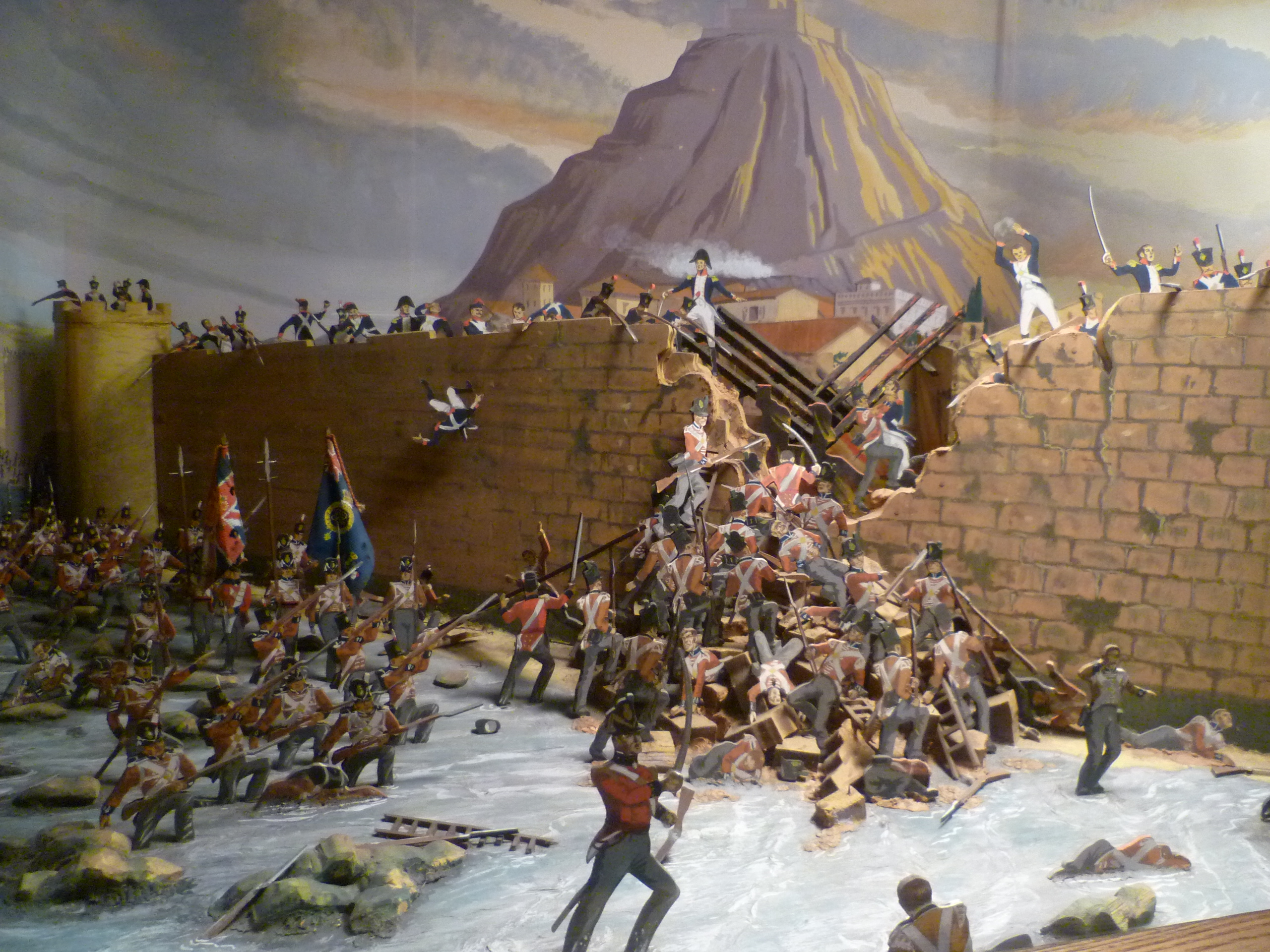
Angriff auf San Sebastián

## Zweiter Angriff
Nachdem Soult über die französische Grenze zurückgedrängt worden war, ging Wellington daran, seine Aufmerksamkeit ab dem 8. August wieder auf San Sebastián zu richten. Zu dieser Zeit hatte jedoch Soult bereits begonnen, die Verteidigungskräfte in der Stadt mit 3.600 Mann zu verstärken. Es handelte sich um Teile des „1er régiment d'infanterie légère“ (1. Leichtes Infanterieregiment), des 34e régiment d'infanterie de ligne (34. Linieninfanterieregiments) und des 119e régiment d'infanterie de ligne
Die Truppe von Graham bestand aus 18.000 Soldaten. Die britischen Belagerungsingenieure suchten ab dem 26. August die besten Plätze für die Belagerungsartillerie aus. Am 30. August begannen 15 schwere Kanonen im Süden und 42 Kanonen verschiedener Kaliber im Osten mit der Beschießung der Wälle. Die größere Bresche wurde in der südöstlichen Ecke der Festung gelegt, während diejenige im Osten nur als zweitrangig betrachtet wurde. Graham ordnete den Angriff für den folgenden Tag an. Mit Rücksicht auf den Wasserstand des Meeres begann der Angriff am 31. August um 11:00 bei Niedrigwasser. Die 5. Division griff die Bresche im Süden an, dabei hatten die Männer 180 Meter zu überwinden, bevor sie ohne ernsthaften Widerstand die ersten Gräben erreichten. Jetzt jedoch eröffneten die Franzosen ein mörderisches Feuer. Die Angreifer drängten in die mit Schutt gefüllten Schneisen, wurden aber immer wieder zurückgeworfen. Inzwischen hatten die Franzosen hinter der Bresche eine Barrikade errichtet, die von den Briten nicht erobert werden konnte. Die Verluste der Angreifer waren hier äußerst hoch. Graham schickte weitere 750 Freiwillige der 1. und 4. Division, aber auch diese konnten nichts ausrichten. Eine portugiesische Brigade überquerte den Urumea-Fluss, um die östliche Bresche anzugreifen, dieses Vorhaben schlug ebenfalls fehl. Nach zwei Stunden stellte sich heraus, dass der Sturm ein Misserfolg auf der ganzen Linie war. Die Überlebenden warfen sich zu Boden, um dem mörderischen Abwehrfeuer zu entgehen.
Nachdem sich Graham mit seinem Artilleriekommandeur, Alexander Dickson, beraten hatte, wurde beschlossen, das Feuer der Geschütze auf die innere Barrikade zu richten, auch wenn dabei die noch in der Bresche in Deckung liegenden eigenen Leute gefährdet würden. Nachdem die schweren Kanonen begonnen hatten, über die Kopfe der Überlebenden des Angriffs zu feuern, gerieten diese zunächst in Panik, merkten dann aber bald, dass der Beschuss auf die Barrikade Wirkung zeigte. Mit lautem Gebrüll griffen sie an, überwanden die zerstörte Barrikade und ergossen sich in die Stadt. Die Franzosen zogen sich daraufhin in die Festung auf dem Urgull-Berg zurück. Um die Mittagszeit war die Stadt in den Händen der Briten und Portugiesen. Rey und die Überlebenden erbaten am 5. September die Bedingungen für eine Kapitulation. Am 8. September wurde die militärische Gewalt offiziell an die Briten übergeben.

## Plünderung und Brandschatzung von San Sebastián
Nach der Erstürmung wurden die Soldaten, sogar Unteroffiziere und teilweise Offiziere zu einer völlig unkontrollierbaren Masse. Eine ganze Woche lang wurde geplündert und nach Schätzen gesucht, Einwohner, die verdächtigt wurden, Geld versteckt zu haben, wurden gefoltert, Frauen wurden geschändet und getötet. Einer Schätzung nach fielen dieser Plünderung etwa 1.000 Einwohner zum Opfer. Es gibt eine Anzahl von Aussagen über diese Gräueltaten, 75 Berichte wurden gesammelt die die Ereignisse des 31. August ausführliche beschreiben. Der Überlebende Zeuge Gabriel Serres berichtete: 

„Die Angreifer begingen die schlimmsten Greueltaten, töteten und verletzten viele Menschen und vergewaltigten die meisten Frauen“

Der Brand der Stadt brach am gleichen Abend in mehreren Häusern aus und war zweifellos auf die Angreifer zurückzuführen, auch wenn die britischen Generäle versuchten, das den Franzosen in die Schuhe zu schieben.

Die allgemeine Meinung der Einheimischen kann in der Aussage des Bewohners Domingo de Echave zusammengefasst werden, welcher einen britischen Soldaten, der aus einem brennenden Haus kam sagen hörte: 

„„Vois cette maison en feu ? Rappelez-vous, demain, elles seront toutes comme ça“ (Sehen sie dieses Haus brennen? Denken Sie daran, morgen werden alle so aussehen)“

Die Ordnung konnte erst nach sieben Tagen wiederhergestellt werden, nur eine Handvoll Gebäude waren unversehrt geblieben. Der Rest der Stadt war völlig zerstört, 600 Gebäude, einschließlich des Rathauses und der Registraturbehörde wurden eingeäschert.
Der Rat der Stadt und eine Anzahl der Überlebenden kamen in Zubieta zusammen und beschlossen den Wiederaufbau. Von den Alliierten wurde dann ein neuer Rat ernannt, der von den britischen Behörden sogleich Ersatz für den angerichteten Schaden verlangte. Das wurde von Wellington abgelehnt.
Der Tragödie wird jährlich am 31. August mit einer Kerzenprozession gedacht.

## Fazit
Die französische Garnison hatte 1900 Gefallene zu beklagen, 1200 Mann gingen in die Gefangenschaft. Die Angreifer zählten 1200 Gefallene, 3800 Verletzte und 300 Vermisste. Im letzten Angriff waren allein 856 Mann gefallen und 1216 verletzt worden, 44 Mann wurden vermisst. Unter den Verletzten befand sich auch der Kommandeur der 5. Division Generalmajor James Leith. Der britische Pionieroffizier Sir Richard Fletcher, der für den Bau der Linien von Torres Vedras verantwortlich war, wurde während der Belagerung getötet.
Über die Ereignisse in San Sebastián im Unklaren, befahl Soult für den 31. August einen Befreiungsangriff zum Entsatz der Stadt. Diese Aktion wurde in der Schlacht bei San Marcial zunichtegemacht. Nunmehr im Besitz von San Sebastián konnte Wellington Soult nach Frankreich zurückdrängen. Als Folge wurde am 7. Oktober die Schlacht am Bidassoa und im November die Schlacht an der Nivelle geschlagen.
Die französische Garnison von Pamplona verließ die Stadt am 30. Oktober.